# بنیسالون
بنیسالون (به اسپانیایی: Benizalón) دهستانی در استان آلمریای اسپانیا است.
در این دهستان ۳۰۸ نفر زندگی می‌کنند. مساحت این دهستان ۳۲٫۰۴ کیلومتر مربع است.